# 21 juillet 1949
Le jeudi 21 juillet 1949 est le 202e jour de l'année 1949.

## Naissances
- Jean-Pierre Kuskowiak, footballeur français
- Maureen Kerwin, actrice franco-américaine
- Miriam Cahn, artiste contemporaine suisse
- Lioudmila Smirnova, patineuse artistique
- Jean-Yves Roy, homme politique québécois
- Jean-Baptiste Mondino, réalisateur de publicités, clips et photographe
- Christina Hart, actrice américaine
- Victor Varjac, poète et dramaturge français
- Gianni Ciardo, acteur et comique italien.

## Décès
- Alexandre Chichkine (né le 12 février 1917), aviateur soviétique

## Autres événements
- Sortie américaine du film Fuite en France